# Heinz-Otto Stüve
Heinz-Otto Stüve (* 15. November 1921 in Schwerin; † 18. November 1946) war ein SS-Rottenführer, der aufgrund zahlreicher Kriegsverbrechen hingerichtet wurde.

## Leben
Stüve war beim Finanzamt in Stettin tätig, bevor er 1940 Mitglied der NSDAP wurde. Er wurde auch Mitglied der SS. Bis 1943 arbeitete Stüve in der Verwaltung der Waffen-SS, bis er im Juni 1943 verwundet wurde. Danach wirkte er bis 1945 als SS-Rottenführer beim Aufsichtspersonal der Dachauer Betriebe im Industriehof des KZ Ravensbrück in der Schneiderei. Als dortiger Hauptaufseher beging er zahlreiche Grausamkeiten (u. a. Misshandlung, Mord und Körperverletzung) gegen die dort inhaftierten Frauen.
Am 28. April 1946 konnte Stüve verhaftet werden. Stüve wurde daraufhin am 30. Oktober desselben Jahres in der SBZ zum Tode durch Erschießen verurteilt. Am 18. November wurde er schlussendlich durch ein Erschießungskommando der sowjetischen 23. mechanisierten Gardedivision hingerichtet.